# Ковичан (озеро)
Ковичан (англ. Cowichan Lake) — озеро, расположенное в южной части острова Ванкувер в провинции Британская Колумбия, Канада.

## География
Длина озера составляет 30 км, максимальная ширина — 4 км, озеро вытянуто с запада на восток по одноимённой долине. Восточная оконечность расположена в 28 км от города Дункан. Высота над уровнем моря равна 164 метрам. На берегах озера Ковичан расположено несколько населённых пунктов, крупнейшим из которых является город Лейк-Ковичан, расположенный у восточной оконечности озера, в том месте, где из озера вытекает одноимённая река. На южном берегу находятся посёлки Хонимун-Бей и Месачи-Лейк, на северном — посёлок Юбоу.
По берегам озера растут ценные породы деревьев, такие как псевдотсуга и туя западная (называемая иногда белым канадским кедром). В недавнем прошлом долина Ковичан была одним из центров лесозаготовки на острове Ванкувер. В настоящее время всё большее значение приобретает туризм. На южном берегу озера создан провинциальный парк Гордон-Бей площадью 49 гектаров, провинциальный парк Ковичан-Ривер (площадью 750 гектаров), протянувшийся на 20 км вдоль одноимённой реки, также расположен невдалеке от озера.
Название озера, также как и название реки и долины, означает в переводе «теплая страна» или «земля, прогретая солнцем». На южном берегу озера в провинциальном парке Гордон-Бей наблюдается самая высокая среднегодовая температура в Канаде (+24 °C).